# قرار مجلس الأمن التابع للأمم المتحدة رقم 428
قرار مجلس الأمن التابع للأمم المتحدة رقم 428، الذي تم تبنيه بالإجماع في 6 مايو 1978، بعد سماع ملاحظات من جمهورية أنغولا الشعبية وزامبيا والمنظمة الشعبية لجنوب غرب إفريقيا (سوابو)، ذكّر المجلس الدول الأعضاء بالامتناع عن استخدام التهديدات واستخدام القوة في علاقاتهم الدولية. تكرارًا للقرار 387 (1976)، أدان هذا القرار جنوب إفريقيا لغزوها المسلح لأنغولا عبر جنوب غرب إفريقيا (ناميبيا).
وأدان القرار قمع شعب ناميبيا من قبل جنوب إفريقيا، وكذلك الفصل العنصري. وأكد المجلس من جديد أن تحرير الشعب الناميبي شرط أساسي لتحقيق السلام والأمن في الجنوب الأفريقي. كما أشاد القرار بجمهورية أنغولا الشعبية لدعمها للشعب الناميبي.
وأخيراً، وضع المجلس أحكاماً تنص على أنه إذا تعرضت أنغولا للهجوم مرة أخرى، فلن يتردد في اتخاذ مزيد من التدابير ضد جنوب أفريقيا، وفقا للفصل السابع من ميثاق الأمم المتحدة.